# Winona LaDuke
Winona LaDuke (White Earth, Minnesota, 1959) és una activista americana, filla d'un actor anishinaabemowin de repartiment i una professora d'art jueva. Graduada en Harvard, on fou iniciada en l'activisme pel cherokee Jimi Durham, treballà a l'escola de la reserva, on ha destacat com a activista social, ja que va crear la White Earth Land Recovery Project per a recuperar els 800.000 acres robats a la reserva.
Durant els 80 va fer campanya contra el projecte de James Bay i el 1994 fou arrestada per oposar-se a les tales d'arbres. Ha escrit la novel·la Last standing woman (1997) i All our relations: native struggles for land and life (1999). El 2000 fou candidata a la vicepresidència dels EUA pel Green Party, presidit per Ralph Nader.